# Katianna
Katianna  (лат.) — род коллембол из семейства Katiannidae (Symphypleona).

## Распространение и описание
Встречается почти повсеместно, в современных частях Гондваны. Примерно половина видов (более 20) обнаружены в Южной и Центральной Америке (Mari Mutt & Bellinger, 1990), 11 видов — в Австралии (Greenslade, 1994), 6 — в Новой Зеландии, 2 — на южных Атлантических островах и 1 вид — на острое Ява (Индонезия). В Африке и Европе отсутствуют. Мелкие коллемболы округлой формы тела, многие виды яркой и пестрой окраски. Katianna отличается о рода Sminthurinus Börner, 1901 наличием 2+2 или 3+3 крупных шипиков на постокулярных долях, в то время как у видов Sminthurinus spp. характерны более тонкие сеты. Голова с утолщенными или длинными щетинками. Ретинакулюм с 4 + 4 зубцами. 3-й сегмент усиков с папиллой, а 4-й - разделённый или кольчатый. 6-й абдоминальный сегмент у самок с заострённой щетинкой a0; нижняя часть головы без шпоры (она есть у близкого рода Neokatianna, а их сета a0 вильчатая).

## Систематика
Один из крупнейших родов семейства, включает около 50 видов (больше только в роду Sminthurinus, 90). Род был впервые выделен в 1906 году немецким энтомологом Карлом Бёрнером (1880—1953).
- Katianna antennalis Rapoport, 1962
- Katianna antennapartita Salmon, 1941
- Katianna aurantiaca  (Womersley, 1935)
- Katianna australis Womersley, 1932
- Katianna banzarei  Salmon, 1964
- Katianna cardoni  (Delamare Deboutteville & Massoud, 1963)
- Katianna cobold  Börner, 1907
- Katianna coeruleocephala  Handschin, 1920
- Katianna decora  Börner, 1907
- Katianna drummondi  (Womersley, 1932)
- Katianna gloriosa Salmon, 1946
- Katianna guttulata  Börner, 1907
- Katianna houssayi  (Delamare Deboutteville & Massoud, 1963)
- Katianna jeanneli  Delamare Deboutteville & Massoud, 1963
- Katianna kerguelenensis  Denis, 1947
- Katianna kuscheli  (Delamare Deboutteville & Massoud, 1963)
- Katianna liliputana  (Nicolet, 1847)
- Katianna maryae Bernard, 2014 — США[1]
- Katianna mnemosyne  Börner, C, 1906
- Katianna perplexa Salmon, 1944
- Katianna puella (Denis, 1933) — Коста-Рика (самая северная находка рода)
- Katianna purpuravirida Salmon, 1941
- Katianna ruberoculata
- Другие виды